# Růžená
Růžená (en allemand : Rosenau) est une commune du district de Jihlava, dans la région de Vysočina, en République tchèque. Sa population s'élevait à 334 habitants en 2024.

## Géographie
Růžená se trouve à 5 km au sud-ouest de Třešť, à 19 km au sud-ouest de Jihlava et à 115 km au sud-est de Prague.
La commune est limitée par Batelov au nord-ouest, par Třešť au nord et au nord-est, par Hodice à l'est, par Třeštice au sud-est, par Doupě au sud, et par Řídelov au sud-ouest.

## Histoire
La première mention écrite de la localité date de 1483.